# Llista de Congressos de l'Aliança Cooperativa Internacional
La llista de Congressos de l'Aliança Cooperativa Internacional inclou els congressos que ha celebrat l'Aliança Cooperativa Internacional des de la seva fundació el 1895.
| nom                                                   | #  | Data | Inici      | Finalització | Localització |
| ----------------------------------------------------- | -- | ---- | ---------- | ------------ | ------------ |
| I Congrés de l'Aliança Cooperativa Internacional      | 1  | 1895 | 1895-08-19 | 1895-08-23   | Londres      |
| II Congrés de l'Aliança Cooperativa Internacional     | 2  | 1896 | 1896-10-28 | 1896-10-31   | París        |
| III Congrés de l'Aliança Cooperativa Internacional    | 3  | 1897 |            |              | Delft        |
| IV Congrés de l'Aliança Cooperativa Internacional     | 4  | 1900 |            |              | París        |
| V Congrés de l'Aliança Cooperativa Internacional      | 5  | 1902 |            |              | Manchester   |
| VI Congrés de l'Aliança Cooperativa Internacional     | 6  | 1904 | 1904-09-05 | 1904-09-08   | Budapest     |
| VII Congrés de l'Aliança Cooperativa Internacional    | 7  | 1907 |            |              | Cremona      |
| VIII Congrés de l'Aliança Cooperativa Internacional   | 8  | 1910 |            |              | Hamburg      |
| IX Congrés de l'Aliança Cooperativa Internacional     | 9  | 1913 |            |              | Glasgow      |
| X Congrés de l'Aliança Cooperativa Internacional      | 10 | 1921 |            |              | Basilea      |
| XI Congrés de l'Aliança Cooperativa Internacional     | 11 | 1924 |            |              | Gant         |
| XII Congrés de l'Aliança Cooperativa Internacional    | 12 | 1927 |            |              | Estocolm     |
| XIII Congrés de l'Aliança Cooperativa Internacional   | 13 | 1930 |            |              | Viena        |
| XIV Congrés de l'Aliança Cooperativa Internacional    | 14 | 1934 |            |              | Londres      |
| XV Congrés de l'Aliança Cooperativa Internacional     | 15 | 1937 |            |              | París        |
| XVI Congrés de l'Aliança Cooperativa Internacional    | 16 | 1946 |            |              | Zúric        |
| XVII Congrés de l'Aliança Cooperativa Internacional   | 17 | 1948 |            |              | Praga        |
| XVIII Congrés de l'Aliança Cooperativa Internacional  | 18 | 1951 |            |              | Copenhaguen  |
| XIX Congrés de l'Aliança Cooperativa Internacional    | 19 | 1954 |            |              | París        |
| XX Congrés de l'Aliança Cooperativa Internacional     | 20 | 1957 | 1957-07-29 | 1957-08-07   | Estocolm     |
| XXI Congrés de l'Aliança Cooperativa Internacional    | 21 | 1960 |            |              | Lausana      |
| XXII Congrés de l'Aliança Cooperativa Internacional   | 22 | 1963 |            |              | Bournemouth  |
| XXIII Congrés de l'Aliança Cooperativa Internacional  | 23 | 1966 |            |              | Viena        |
| XXIV Congrés de l'Aliança Cooperativa Internacional   | 24 | 1969 |            |              | Hamburg      |
| XXV Congrés de l'Aliança Cooperativa Internacional    | 25 | 1972 |            |              |              |
| XXVI Congrés de l'Aliança Cooperativa Internacional   | 26 | 1976 |            |              | París        |
| XXVII Congrés de l'Aliança Cooperativa Internacional  | 27 | 1980 |            |              | Moscou       |
| XXVIII Congrés de l'Aliança Cooperativa Internacional | 28 | 1984 |            |              | Hamburg      |
| XXIX Congrés de l'Aliança Cooperativa Internacional   | 29 | 1988 | 1988-07-01 | 1988-07-10   | Estocolm     |
| XXX Congrés de l'Aliança Cooperativa Internacional    | 30 | 1992 |            |              | Tòquio       |
| XXXI Congrés de l'Aliança Cooperativa Internacional   | 31 | 1995 | 1995-09-20 | 1995-09-23   | Manchester   |
| XXXII Congrés de l'Aliança Cooperativa Internacional  | 32 | 2012 |            |              | Manchester   |
| XXXIII Congrés de l'Aliança Cooperativa Internacional | 33 | 2021 | 2021-12-01 | 2021-12-03   | Seül         |